# Georgij Anatolevič Zelma
Georgij Anatolevič Zelma (1906 Taškent, Uzbekistán – 1984 Moskva) byl sovětský fotograf a fotožurnalista.
Na počátku dvacátých let studoval kamerovou techniku ve filmovém studiu Proletkino a stal se studentem agentury Russfoto. Od roku 1924 do roku 1947 byl fotografem pro Russfoto v Moskvě a Taškentu, publikoval v magazínu Pravda Vostoka (Pravda Východu). Od roku 1928 používal kinofilmový fotoaparát Leica. Od roku 1936 do roku 1945 působil ve fotografickém štábu Rudé armády a jako fotožurnalista pro noviny Izvestija. Po válce byl reportérem časopisů a od roku 1962 pracoval pro zpravodajskou agenturou RIA Novosti .

## Galerie

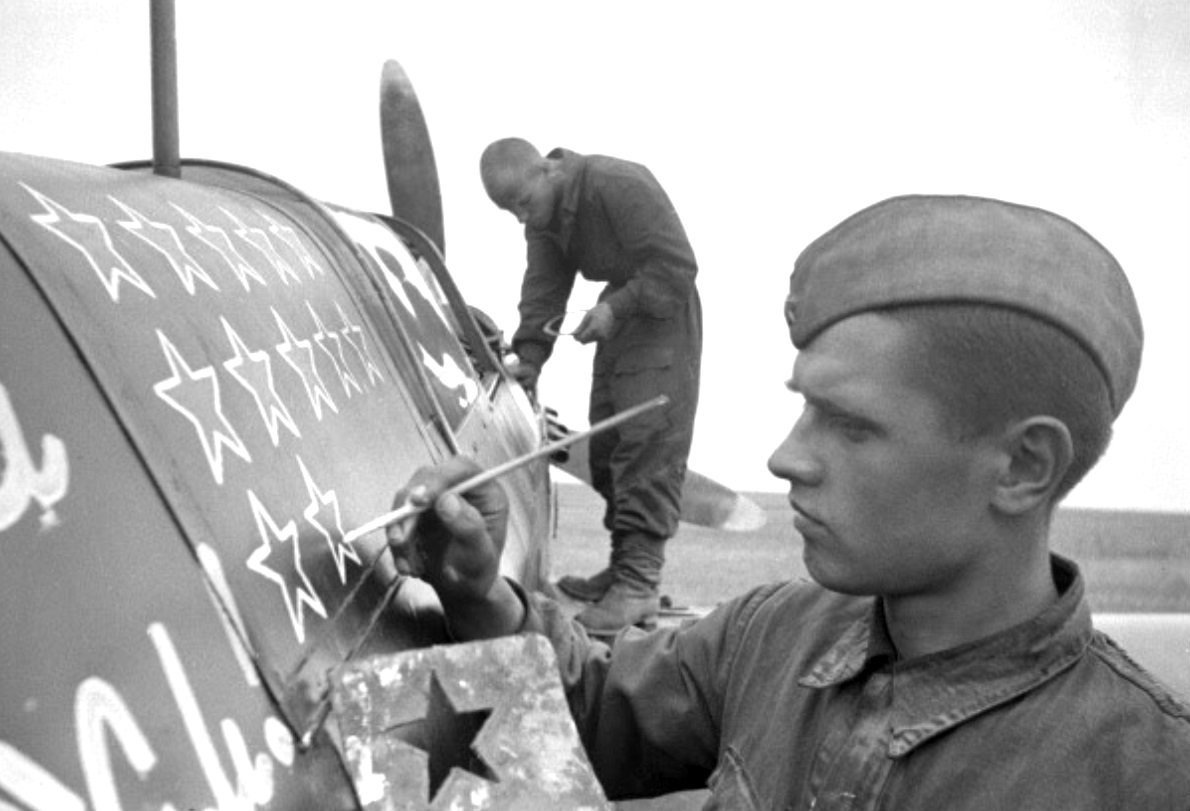
Voják maluje další hvězdu na letoun
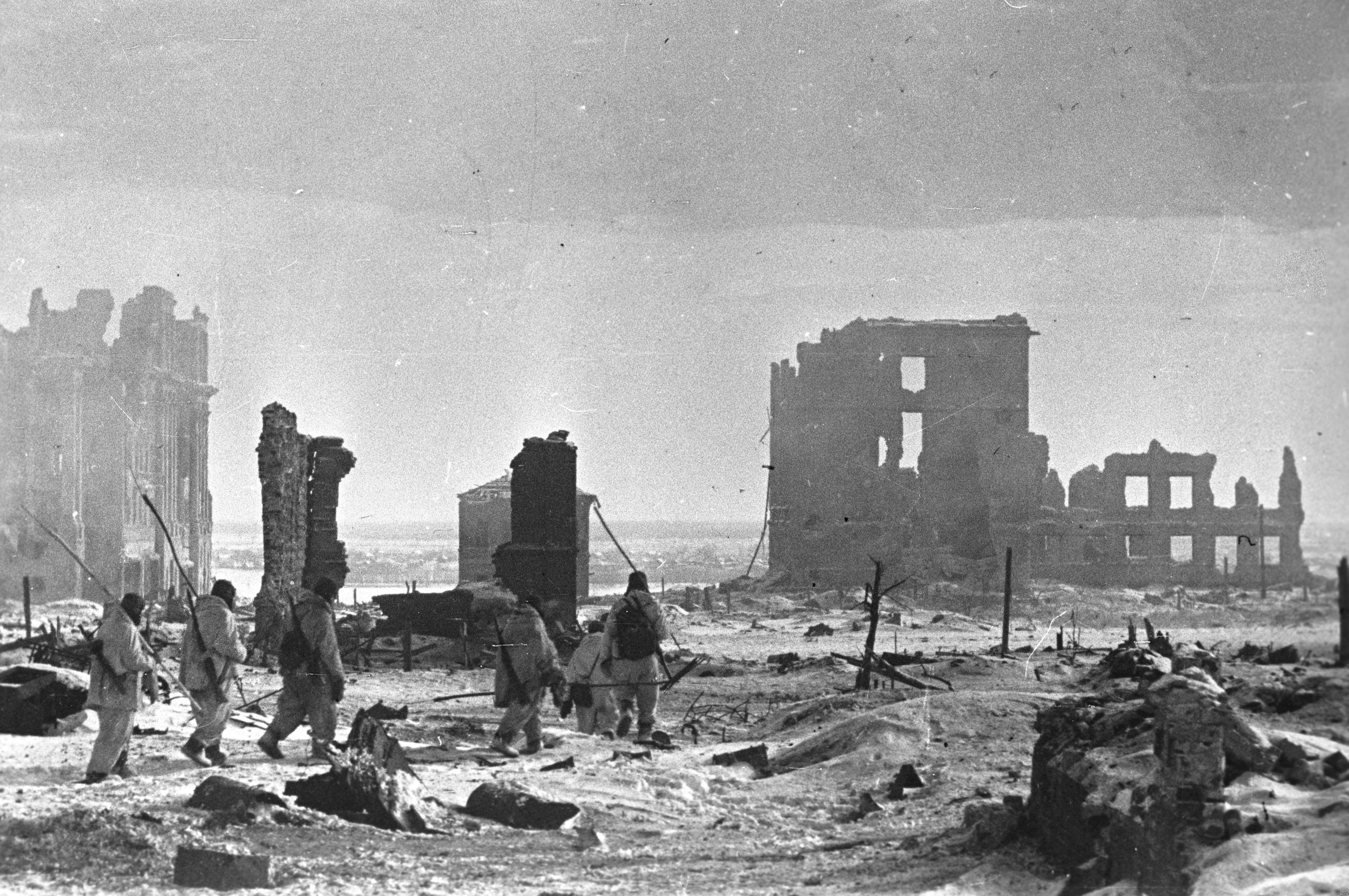
Stalingrad po osvobození
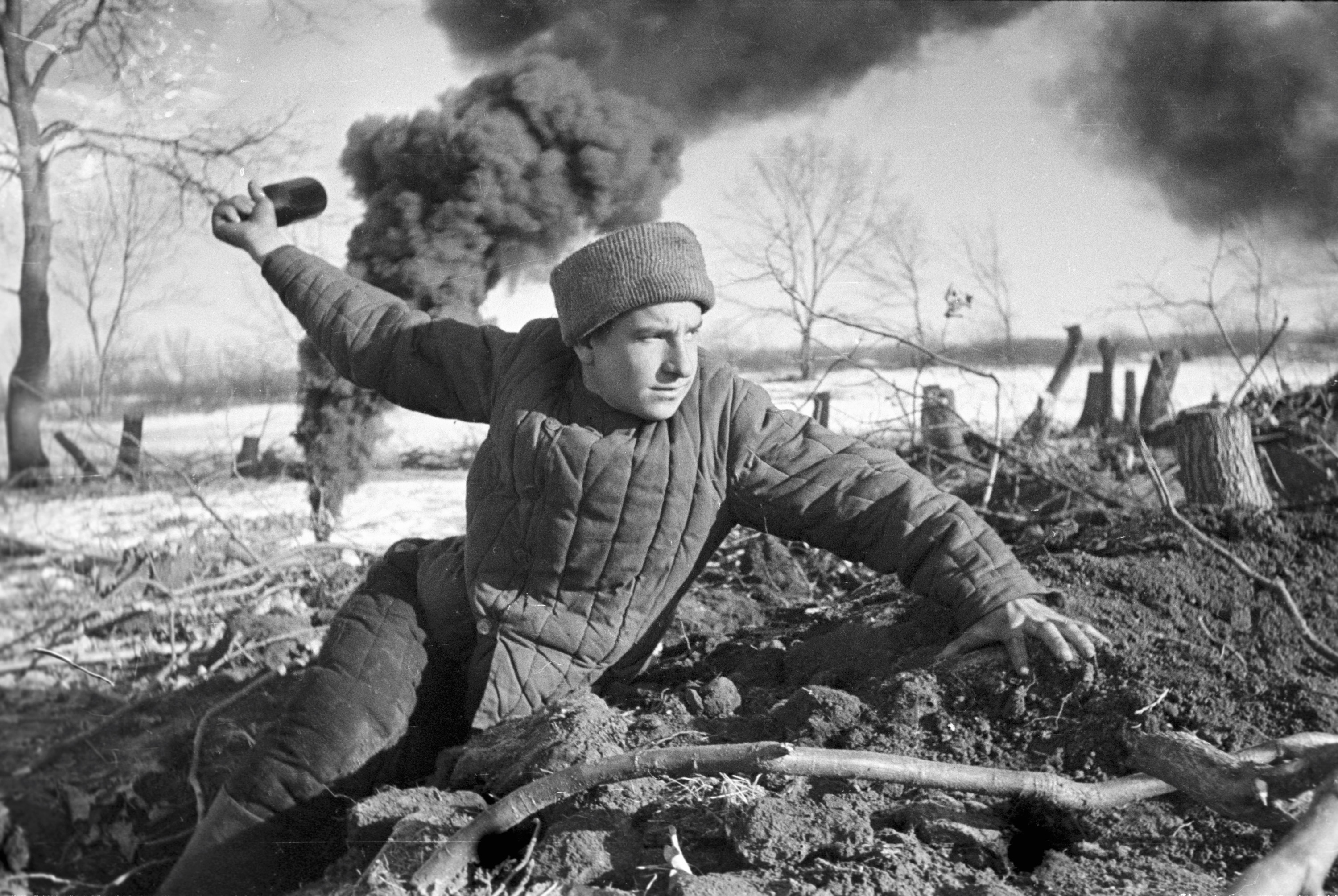
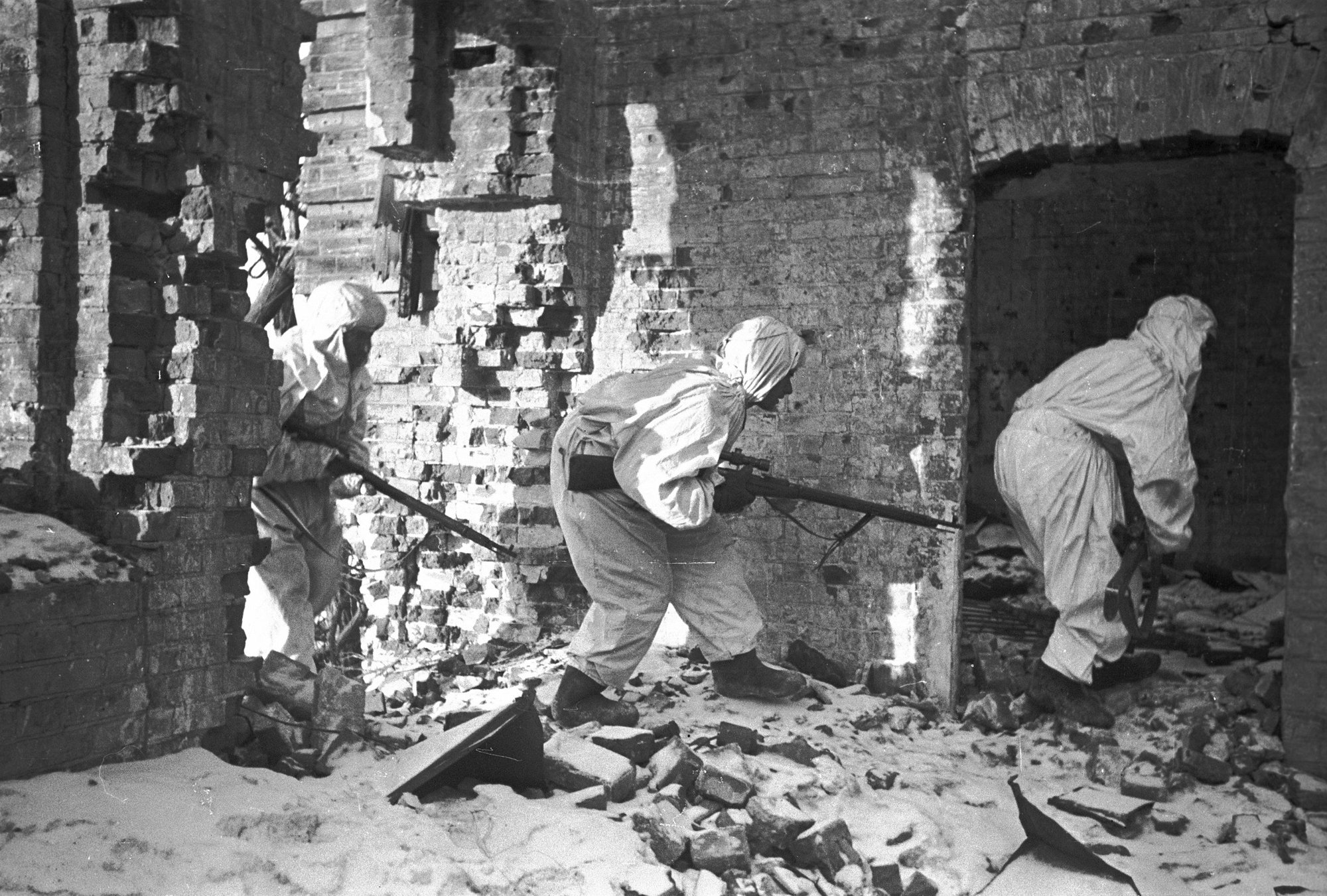
Odstřelovači
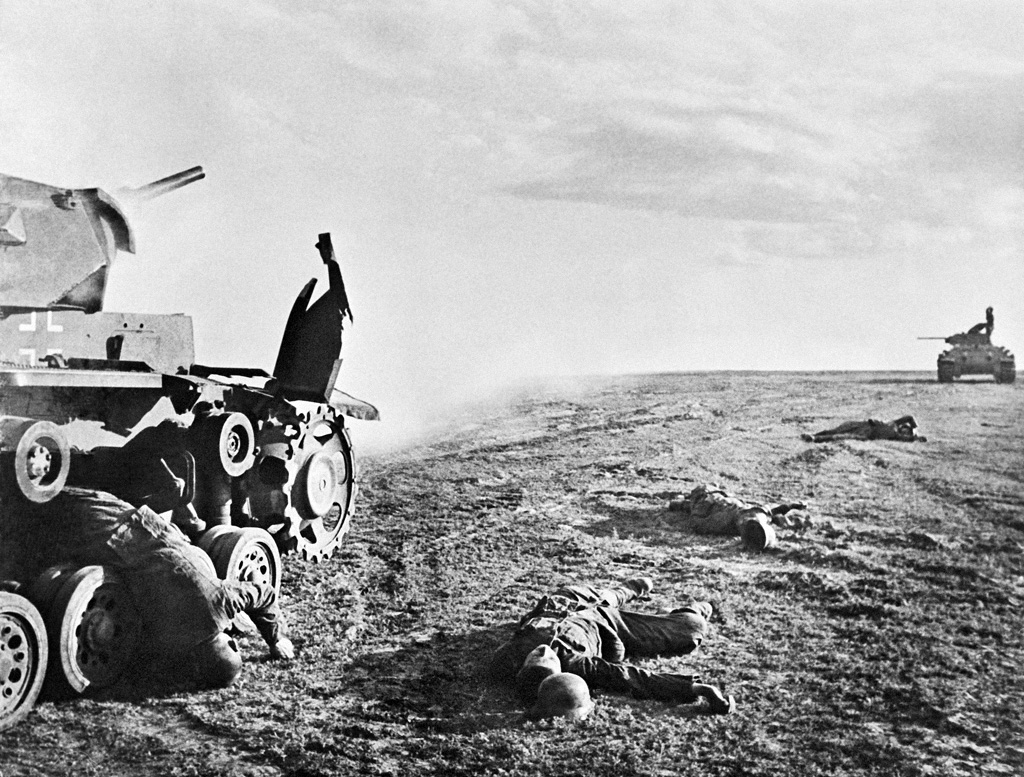
Stalingrad
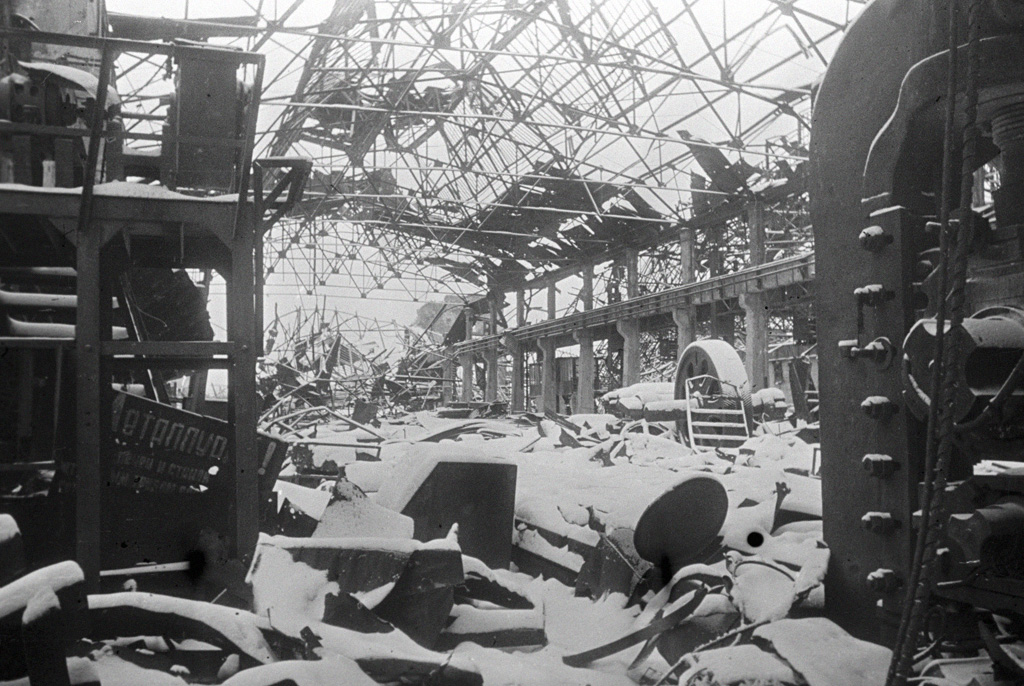
Ruiny Stalingradu